# Гуревич, Михаил Владимирович
Михаи́л Влади́мирович Гуре́вич (29 сентября 1924, город Смоленск) — художник, живописец, график, иконописец, изобретатель, ветеран ВОВ. Работает в жанре: портрет, пейзаж, иконопись, сюжетные композиции. Его работы выполнены в различной технике: рисунок, тушь, перо, акварель, темпера, офорт.

## Биография
Родился в городе Смоленске в 1924 году. Но вскоре семья переехала в г. Бежицу (Брянская обл.). Дар к рисованию — природный. С детства ходит в кружок по рисованию в Дом пионеров, затем в студию Дворца культуры машиностроительного завода.
Летом 1941 года с ребятами приходит в военкомат. На фронт не берут, только в будущем году. Поступает в Бежецкий машиностроительный техникум. Был эвакуирован в Свердловскую область, там и оканчивает техникум. В мае 1942 года добровольно вступает в Красную Армию и направляется в Васильковское военное авиационно-техническое училище, которое дислоцировалось в г. Миассе Челябинской области. Через три месяца новый приказ. Направляется в Таллинское военно-пехотное училище в город Тюмень. По окончании должны были присвоить воинское звание — младший лейтенант. Прошло шесть месяцев. В марте 1943 года собрали всех в клубе и сказали: «Нет! Остается звание красноарме́ец Красной Армии». И на фронт. Воевал бойцом Красной Армии, сначала был миномётчиком 82 мм миномёта, затем стрелком, автоматчиком 216 гвардейского стрелкового полка 79 гвардейской стрелковой дивизии 8 гвардейской Армии В. И. Чуйкова. В боях отличился, награждён медалью «За Отвагу». В ноябре 1943 года назначен комсоргом стрелкового батальона, позднее комсоргом полка с присвоением звания «младший сержант». Форсировал р. Северский Донец. Освобождал поселок Голая Долина в Донбассе, который в войсках получил другое название — «Мертвая долина» (там много полегло тех, кто выдержал Сталинградский ад). Участвовал в Изюм-Барвенковской, Запорожской (1943) и Донбасской операциях (1943), в битве за Днепр, Никопольско-Криворожской, Березнеговато-Снегиревской наступательных опервциях.
В начале января 1944 года, проходя по траншеям, увидел очень молодого бойца, который устал и, прислонившись к стенке траншеи, заснул, прижав к груди автомат. Гуревич сел и сделал карандашный набросок, а затем вручил его проснувшемуся бойцу. С этого дня он стал рисовать портреты своих друзей-сослуживцев. После боев и во время отдыха он проходил по траншеям, а его уже ждали желающие иметь портреты, которые затем отправляли в тыл родным. С тех пор он почти не расставался с бумагой и карандашом. Но судьбе было угодно распорядиться им иначе. Командование полка направило М. В. Гуревича для продолжения учёбы в 1-ю Вольскую военную авиационную школу авиамехаников в Саратовскую область, где он и встретил День Победы.
В 1951 году он оканчивает Киевское военное авиационно-техническое училище. Службу проходит во многих уголках страны и за рубежом. По службе М. В. Гуревич встречается со многими военачальниками, в том числе с командующим ВВС Василием Сталиным. Вместе с известным «Заслуженным летчиком-испытателем СССР» Героем Советского Союза Александром Ивановичем Вобликовым готовит схемы-«буквари» для переучивания летчиков на реактивные самолёты. В то же время не расстается со своим увлечением, находит время для творчества. Пишет портреты военачальников, друзей, командиров, сослуживцев. Во время службы в Группе Советских войск в Германии он имеет возможность общаться с немецкими художниками, постигать их школу. Изучает технику офорта, тонкости в работе пером и живопись.
Постоянное соприкосновение с шедеврами художественных выставок в Берлине, Потсдаме, Лейпциге обогащает его, как художника. Он часто посещает картинные галереи Дрездена, Сан-Суси, Старую национальную галерею Берлина, где основную часть экспозиции занимают произведения живописи эпохи баро́кко, маньери́зма, ренесса́нса. В которых представлены различные художественные течения — реали́зм, импрессиони́зм, дадаи́зм, экспрессиони́зм. Знакомится с работами таких известных художников, как Питер Пауль Ру́бенс, Антонис Ван Дейк, Антуан Ватто, Микела́нджело да Карава́джо, полотнами Карла Шмидта-Ротлуфа, Эрнста Людвига Кирхнера, Отто Мюллера.
По увольнении в запас из рядов Вооруженных Сил в конце 1971 года Михаил Владимирович поселяется в г. Воронеже. С этой поры начинается его активная творческая жизнь. С 1976 года он постоянный участник выставок. На Всесоюзной выставке в 1987 году, устроенной в рамках 2-го фестиваля народного творчества, его работа «Они были первыми» отмечена Бронзовой медалью «За успехи в народном хозяйстве СССР». Владимиро-Суздальский музей-заповедник приобрел две работы Михаила Владимировича.
Первая персональная выставка состоялась в Доме актёра г. Воронежа в 1984 году. За период с 1984 года по 2003 год художник провел 10 персональных выставок. Собранные вместе работы различных лет Михаила Владимировича говорят об его по-своему логичной последовательности в творческих исканиях. Михаил Владимирович о себе не очень любит говорить, о нём убедительнее всего говорят созданные им произведения. В них отражается и его жизнь, и его творческая личность. То, что в его творчестве одно из главных мест занимает пейзаж не удивительно. Приобщение к красоте природы у него началось ещё в детстве, в юности, и продолжается по сей день.

## Фотогалерея

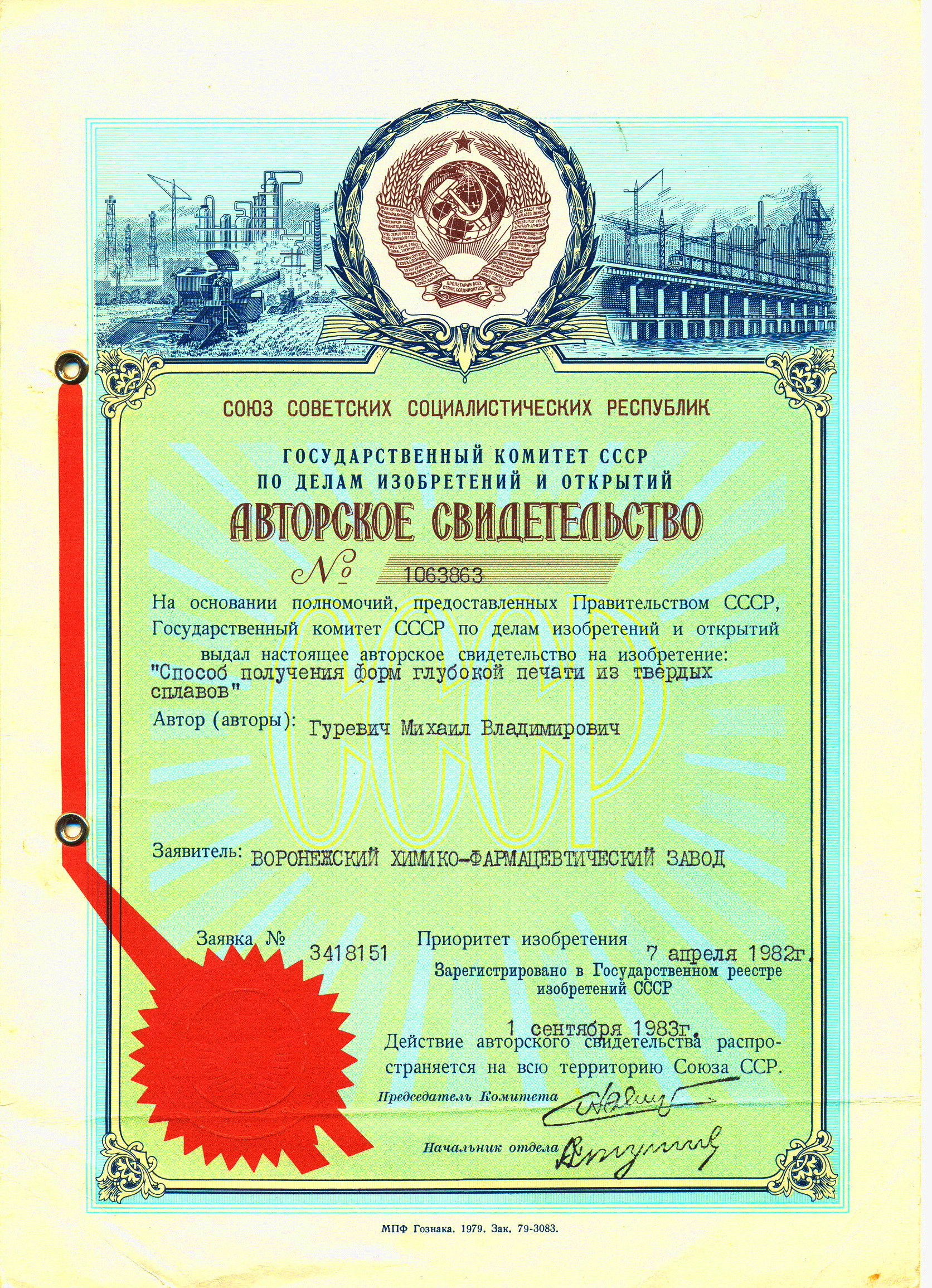
Авторское свидетельство №1063863
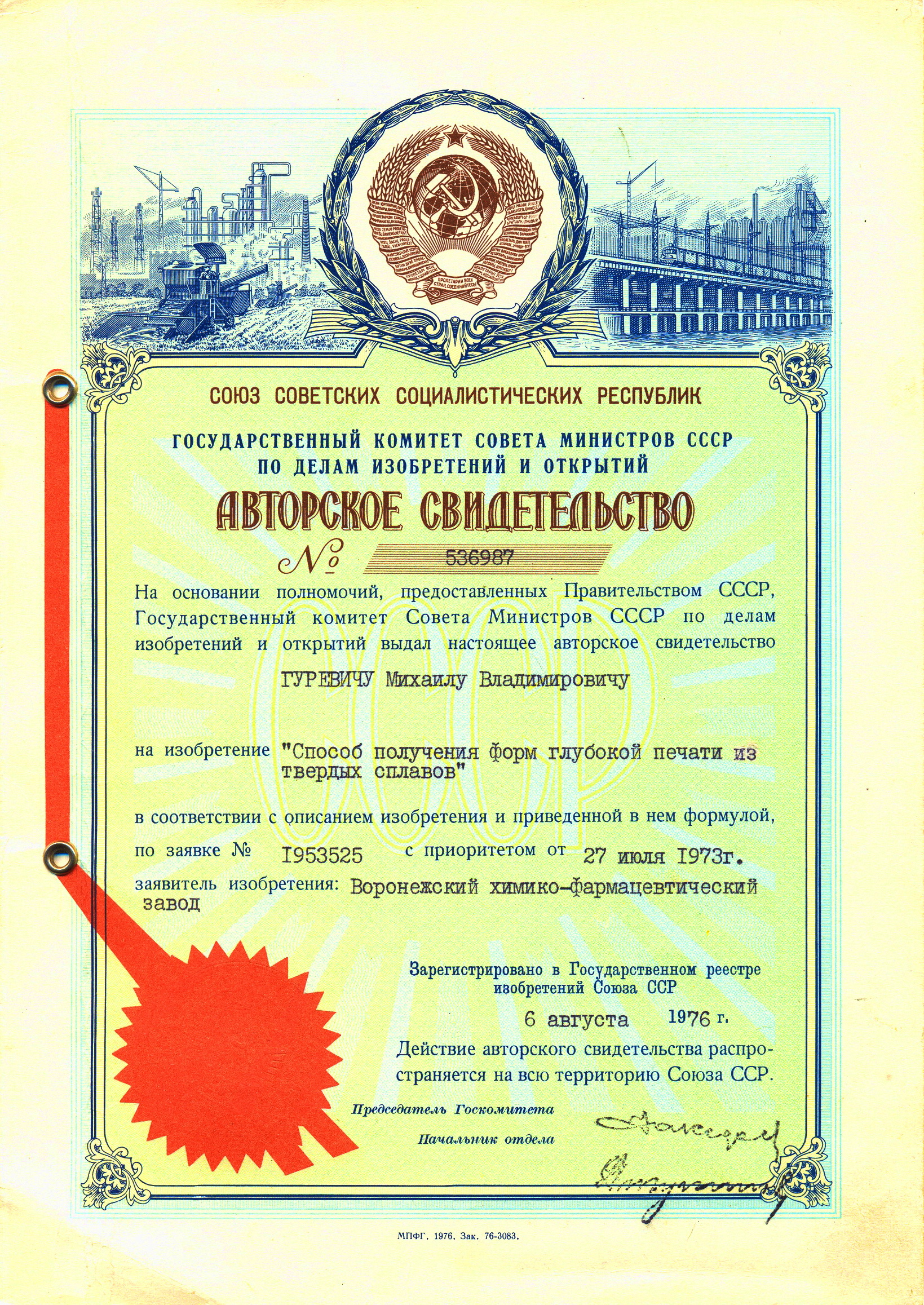
Авторское свидетельство №536987

- Искусствовед: М. Хайдарова
- Журналисты: А. Шалагина, А. Жидких, Т. Быба, Е. Владимиров
- «Вносящий свет, дарящий тепло и радость». «Воронежхимфарм», Городское управление культуры, Музей-диорама. г. Воронеж. 2004 г.